# Baptisterij svetega Janeza Krstnika, Firence
Krstilnica svetega Janeza Krstnika, tudi Firenška krstilnica (italijansko Battistero di San Giovanni), je verska stavba v Firencah v Italiji in ima status manjše bazilike. Osmerokotna krstilnica stoji na obeh, na Piazza del Duomo in na Piazzalu San Giovanni, nasproti Firenške stolnice in Giottovega Campanila.
Krstilnica je ena najstarejših stavb v mestu, zgrajena med letoma 1059 in 1128 v florentinskem romanskem slogu. Čeprav florentinski slog ni bil razširjen po vsej Italiji tako široko kot pisanska romanika ali lombardski slog, je bil njegov vpliv odločilen za kasnejši razvoj arhitekture, saj je bil podlaga, s katero so Francesco Talenti, Leon Battista Alberti, Filippo Brunelleschi in drugi mojstri arhitekti tistega časa ustvarili renesančno arhitekturo. V primeru florentinske romanike lahko govorimo o »proto-renesansi«, hkrati pa o ekstremnem preživetju poznoantične arhitekturne tradicije v Italiji, kot v primerih bazilike San Salvatore v Spoletu in templju cerkve Sant'Alessandro v Lucci.
Krstilnica je znana po svojih treh sklopih umetniško pomembnih bronastih vrat z reliefnim okrasjem. Južna vrata je ustvaril Andrea Pisano, severna in vzhodna pa Lorenzo Ghiberti . Vzhodna vrata je Michelangelo poimenovali Vrata Paradiža.
V tej krstilnici so se krstili italijanski pesnik Dante Alighieri in številne druge pomembne renesančne osebnosti, vključno s člani družine Medičejcev. 

## Zgodovina

### Zgodnja zgodovina
Dolgo so verjeli, da je bil baptisterij prvotno rimski tempelj, posvečen Marsu, skrbniškemu bogu starih Firenc . Kronik Giovanni Villani je poročal o tej srednjeveški florentinski legendi v svojem 14. stoletju v Nuova Cronica . Vendar pa so izkopavanja v 20. stoletju pokazala, da je rimsko obzidje v 1. stoletju potekalo skozi trg s krstilnico, ki je bila lahko zgrajena na ostankih rimskega stražnega stolpa na vogalu tega obzidja ali morebiti neke druge rimske stavbe. Vendar je gotovo, da je bila tukaj v poznem 4. ali zgodnjem 5. stoletju postavljena prva osmerokotna krstilnica. V 6. stoletju je bila nadomeščena ali spremenjena starejša krščanska krstilnica. Njeno konstrukcijo pripisujejo Teodelindi, kraljici Langobardov (570-628), da bi krstila svojega moža kralja Autarija.

### Oblika osemkotnika
Osmerokotnik je bil več stoletij v zgodnjih krščanskih obdobjih skupna oblika krstilnic. Številka osem je simbol regeneracije v krščanstvu, ki označuje šest dni ustvarjanja, dan počitka in dan ponovnega ustvarjanja prek zakramenta krsta . Drugi zgodnji primeri so Lateranski baptisterij (440), ki je zagotovil model za druge po vsej Italiji, cerkev svetnikov Sergija in Bakhusa (527-536) v Konstantinoplu in Bazilika San Vitale v Raveni (548).
Prejšnja krstilnica je bila druga mestna bazilika za San Lorenzom, zunaj severnega mestnega obzidja in pred cerkvijo Svetega Reparata. Prvič je bila opisana 4. marca 897, ko je Palatinski grof in odposlanec svetega rimskega cesarja sedel tam da bi delil pravico. Granitni pilastri so bili verjetno vzeti iz rimskega foruma, ki je stal na mestu sedanje Piazze della Repubblica. V tistem času je bila krstilnica obkrožena s pokopališčem z rimskimi sarkofagi, ki so jih pomembne firenške družine uporabljale kot grobnice (zdaj v Museo dell'Opera del Duomo).

### Konstrukcija
Sedaj veliko večja krstilnica je bila zgrajena v romanskem slogu okrog leta 1059, kar dokazuje naraščajoč gospodarski in politični pomen Firenc. 6. novembra 1059 jo je posvetil papež Nikolaj II.. Po legendi so marmor prinesli iz Fiesole, ki so ga leta 1078 osvojile Firence. Drug marmor je prišel iz antičnih objektov. Gradnja je bila končana leta 1128.
Na osmerokotno streho so okoli leta 1150 dodali osmerokotno lanterno. Leta 1202 je bila razširjena s pravokotno vhodno verando, ki je vodila v prvotni zahodni vhod in ki je po odprtju vzhodnih vrat v 15. stoletju postal apsida nasproti stolnice Lorenza Ghibertija. Na vogalih, pod streho, so pošastne levje glave s človeško glavo pod njihovimi kremplji. So zgodnje predstavitve Marzocca, heraldičnega florentinskega leva (simbol Marsa, boga vojne, prvi zavetnik Firenc, zaščitnih lilij ali irisa, simbol izvorne zavetnice mesta - Flora, boginja rodovitne kmetijske zemlje).
Med 14. in 16. stoletjem so bila dodana tri bronasta dvojna vrata, nad njimi pa so bili bronasti in marmorni kipi. To kaže na to, da je bil baptisterij takrat vsaj tako pomemben kot sosednja stolnica.

## Zunanjost

### Oblikovanje
Baptisterij ima osem enakih stranic s pravokotnim dodatkom na zahodni strani. Stranice, prvotno zgrajene v peščenjaku, so obložene z geometrijsko oblikovanim barvnim marmorjem, belim iz Carrare, z zelenim marmornim vložkom iz Prato, predelan v romanskem slogu med letoma 1059 in 1128. Pilastri v vsakem kotu, prvotno v sivem kamnu, so bili okrašeni z belim in temno zelenim marmorjem, delo Arnolfa di Cambia leta 1293. Slog te cerkve je služil kot prototip, ki je vplival na številne arhitekte, kot je Leon Battista Alberti, pri oblikovanju renesančnih cerkva v Toskani.
Zunanjost je tudi okrašena s številnimi umetniško pomembnimi kipi Andrea Sansovine (nad vrati Paradiža), Giovanija Francesca Rustica, Vincenzo Danti (nad južnimi vrati) in drugih.
Oblikovanje na straneh je urejeno v treh skupinah, začenši s tremi ločenimi horizontalnimi deli. Srednji odsek ima tri slepe loke na vsaki strani, vsak lok pa vsebuje okno. Ta imajo trikotni ali polkrožni pediment. Pod vsakim oknom je stilizirana oblika treh lokov. V zgornji fasciji so tudi tri majhna okna, vsako v srednjem od treh panelov.
Apsida je bila prvotno polkrožna, vendar je bila narejena kot pravokotna leta 1202.

### Vrata

#### Andrea Pisano
Kot je priporočil Giotto, je Andrea Pisano prejel naročilo za oblikovanje prvega niza vrat leta 1329. Južna vrata so bila prvotno nameščena na vzhodni strani, obrnjena proti stolnici in leta 1452 prenesena na sedanjo lokacijo. Bronasto litje in pozlato je opravil Benečan Leonardo d'Avanzo, ki je bil med najboljšimi obdelovalci brona v Evropi. Delo je trajalo šest let, vrata pa so bila dokončana leta 1336. Ta proto-renesančna vrata obsegajo 28 štirilistnih plošč z 20 zgornjimi, ki prikazujejo prizore iz življenja svetega Janeza Krstnika (Obglavljenje Janeza Krstnika). Osem spodnjih plošč prikazuje osem vrlin (upanje, vera, dobrodelnost, ponižnost, pogum, zmernost, pravičnost in razumnost). Lorenzo Ghiberti je leta 1452 dodal ulit relief v vratni podboj. Na vrhu vrat je latinski napis: »Andreas Ugolini Nini de Pisis me fecit A.D. MCCCXXX« (Andrea Pisano me je naredil leta 1330).
Skupina bronastih kipov nad vrati prikazuje upodobitev svetega Janeza Krstnika. Gre za mojstrovino Vincenza Dantija iz leta 1571.

#### Lorenzo Ghiberti
Leta 1401 je Arte di Calimala (ceh uvoznikov tekstila) napovedal natečaj za oblikovanje vrat, ki bi jih postavili na severni strani krstilnice. (Prvotna lokacija za ta vrata je bila vzhodna stran, toda vrata so na severno stran preselili po Ghibertiju, ko je dokončal svoje drugo naročilo znano kot Vrata Paradiža.) 
Ta severna vrata bi služila kot votivna daritev za praznovanje prizanesljivosti Firenc za relativno nedavne nadloge, kot je bila črna smrt leta 1348. Veliko umetnikov je tekmovalo za to naročilo, žirija pa je izbrala sedem polfinalistov. Finalisti so bili Lorenzo Ghiberti, Filippo Brunelleschi, Donatello in Jacopo della Quercia . V času presojanja sta bila le Ghiberti in Brunelleschi finalista in ko se sodniki niso mogli odločiti, so jim dodelili delo na njih. Brunelleschijev ponos je prišel na dan in odšel je v Rim študirat arhitekturo, Ghiberti pa je sam delal na vratih. Ghibertijeva avtobiografija je trdila, da je zmagal, »brez enega samega nasprotujočega glasu«. V muzeju Bargello so razstavljeni izvirni modeli žrtvovanja Izaka obeh, Ghibertija in Brunelleschija.
Ghiberti je potreboval 21 let za dokončanje teh vrat. Ta pozlačena bronasta vrata prikazujejo Kristusovo življenje iz Nove zaveze. Osem spodnjih panelov prikazuje štiri evangeliste in cerkvene očete sv. Ambroža, sv. Hieronima, sv. Gregorja in sv. Avguština. Paneli so obkrožene z okvirjem listja v vratnem ohišju in pozlačenimi prsi prerokov in sibilov na križiščih panelov. Prvotno so bili nameščeni na vzhodni strani, namesto Pisanovih vrat, nato pa so bili premaknjeni na severni strani. Opisal jih je zgodovinar umetnosti Antonio Paolucci kot "najpomembnejši dogodek v zgodovini florentinske umetnosti v prvi četrtini 15. stoletja". 
Bronasti kipi nad severnimi vrati prikazujejo Janeza Krstnika, ki pridiga med levitom in farizeji. Oblikoval jih je Francesco Rustici in so boljši od katerih koli kipov, ki jih je naredil prej. Rusticiju je morda pomagal pri oblikovanju Leonardo da Vinci, ki mu je pomagal pri izbiri njegovih orodij.
Ghiberti je bil zdaj splošno priznan kot slaven in vrhunski umetnik na tem področju. Bil je zasut z naročili, tudi od papeža. Leta 1425 je dobil drugo naročilo, tokrat za vzhodna vrata krstilnice, na katero sta se on in njegova delavnica (vključno z Michelozzo in Benozzo Gozzoli) pripravljala 27 let. Imela so deset panelov, ki prikazujejo prizore iz Stare zaveze in so bile nato nameščene na vzhodni strani. Paneli so veliki pravokotniki in niso več vgrajeni v tradicionalno gotski štirilist, kot na prejšnjih vratih. Ghiberti je uporabil nedavno odkrita načela perspektive, da bi dal globino svojim kompozicijam. Vsak panel prikazuje več epizod. V Zgodbi o Jožefu je prikazana narativna shema Jožefa bratje vržejo v vodnjak, Jožefa prodajo trgovcem, Trgovci so izročijo Jožefa faraonu, Jožef razlaga faraonu sanje, Faraona ga počasti, Jacob pošlje svoje sinove v Egipt in Jožef prizna svoje brate in se vrne domov. Po Vasarijevih živahnih besedah je bil ta panel najtežji in tudi najlepši. Figure so rezljane v zelo nizkem reliefu v perspektivnem prostoru (tehnika, ki jo je izumil Donatello in se imenuje rilievo schiacciato, kar dobesedno pomeni »sploščeno reliefno«.) Ghiberti uporablja različne kiparske tehnike, od vrezanih linij do skoraj samostojne figure, znotraj panela, ki še bolj poudarjajo občutek za prostor.
paneli so vključeni v bogato okrašen pozlačen okvir iz listja in sadja, veliko kipov prerokov in 24 poprsij. Dva osrednja poprsja sta portreta umetnika in njegovega očeta Bartolomea Ghibertija.
Čeprav je splošna kakovost vlivanja izvrstna, so bile narejene nekatere napake. Na panelu 15 severnih vrat je bilo na primer na drugi strani v prvi vrsti ulivanje drugega stebra napačno prekrito nad roko, tako da je eden izmed bičanih izgledal ujet v kamen, z roko iztegnjeno iz nje. 
Michelangelo se je skliceval na ta vrata, da so primerna za vrata v Paradiž (Porte del Paradiso) in jih še vedno tako omenjajo. Giorgio Vasari jih je opisal stoletje pozneje kot »nesporno perfektna na vsak način in se jih mora uvrstiti med najboljše mojstrovine, ki so jih kdaj ustvarili«. Sam Ghiberti je dejal, da so »najbolj edinstveno delo, ki sem ga kdaj naredil«.

#### Ohranjanje izvirne umetnosti
Vrata Paradiža v krstilnici so kopije izvirnikov, in so bile leta 1990 zamenjane, da bi ohranili panele po več kot petsto letih izpostavljenosti in poškodb. Za zaščito prvotnih panelov za prihodnost so te obnovili in jih shranili v suhem okolju v Museo dell'Opera del Duomo. Nekateri izvirni paneli so na ogled v muzeju, preostali se še obnavljajo in čistijo z uporabo laserjev namesto potencialno škodljivih kemičnih kopeli. Trije izvirni paneli so bili v letih 2007-2008 v ZDA, nato pa so bili združeni v okvirju in hermetično zaprti z namenom, da se pojavijo v okviru vrat za javno gledanje.  Ena redkih kopij, izdelana v 1940-ih, je nameščena v stolnici Grace v San Franciscu. Kopije vrat so prav tako oblikovane za Kazansko stolnico v Sankt Peterburgu v Rusiji in leta 2017 za Muzej umetnosti Nelson-Atkins  v Kansas Cityju v Missouriju.

#### Drugi sodelujoči
Dva porfirna stebra na vsaki strani Vrat Paradiža so uplenili Pisanci v Majorki in dali v zahvalo Florentincem leta 1114 za zaščito svojega mesta proti Lucci, medtem ko je pisanska flota osvojila otok.
Vrata Paradiža so obkrožena (s kopijami) s skupino kipov, ki prikazujejo Kristusov krst, Andrea Sansovina. Izvirniki so v Museo dell'Opera del Duomo. Ker je Sansovino odšel v Rim, da bi delal na novem naročilu, so bili ti kipi nedokončani. Delo na njih je pozneje leta 1569 izvedel Vincenzo Danti, kipar iz Michelangelove šole. Po njegovi smrti leta 1576 je bila skupina skoraj končana. Skupino je končno dokončal z dodatkom angela Innocenzo Spinazzi leta 1792.

### Paneli
|  |  |  |

### Slike z vrat
Reprodukcije in situ
- Vrata Paradiža, avtoportret umetnika
- Vrata Paradiža, Jožefova zgodba
- Vrata Paradiža, Abrahamova zgodba
- Vrata Paradiža, Zgodba Adama in Eve

## Notranjost
Notranjost, ki je precej temna, je razdeljena na spodnji del s stebri in pilastri in zgornji del s hodnikom. Florentinci niso štedili s stroški pri dekoriranju krstilnice. Notranje stene so obloženi v temno zelenem in belem marmorju z intarzijskimi geometrijskimi vzorci. Niše so ločene z monolitnimi stebri iz sardinskega granita. Marmorna obloga notranjosti se je začela v drugi polovici 11. stoletja.
Stavba vsebuje monumentalno grobnico protipapeža Janeza XXIII., ki sta jo izdelala Donatello in Michelozzo Michelozzi. Pokrivni kip z obrazom, obrnjenim h gledalcu, je nameščen na smrtni postelji, ki jo podpirata dva leva pod krošnjami pozlačene draperije. vsebuje več relikvij in je veliko bogastvo krstilnice. Tak spomenik z baldahinom je bil prvi v renesansi.
Mozaičen marmornat tlak so začeli izdelovati leta 1209. Geometrični vzorci v tleh so zapleteni. Nekateri nam kažejo orientalske motive zodiaka, na primer panel astrologa Strozza Strozzija. Tam je bil osmerokoten vodnjak, njegova osnova je še vedno vidna sredi tal. Ta vodnjak, ki je nekoč stala v cerkvi svetega Reparata, je bila nameščena tukaj leta 1128. Dante naj bi polomil enega spodnjih bazenov, medtem ko je rešil otroka pred utopitvijo. Vodnjak je bil odstranjen leta 1571 na ukaz velikega vojvode Francesca I. de 'Medici. Sedanji in veliko manjši osmerokoten vodnjak stoji blizu južnega vhoda. Postavljen je bil leta 1658, vendar je verjetno precej starejše. Reliefe pripisujejo Andrei Pisanu ali njegovi šoli.

## Mozaik na stropu
Krstilnica je okrašena s prekrasnim mozaičnim stropom. Izdelovali so ga skozi stoletje v več različnih fazah. Najstarejši deli so zgornje območje kupole s hierarhijo angelov (2,3), Poslednja sodba na treh zahodnih segmentih kupole (1) in mozaik nad pravokotno kapelico na zahodni strani. Napis v mozaiku nad zahodno pravokotno kapelo navaja datum začetka del in ime umetnika. Po tem napisu je delo na mozaiku leta 1225 začel frančiškanski brat Jacobus. Umetnik je bil prej lažno identificiran kot rimski mozaičar Jacopo Torriti, je bil aktiven okoli leta 1300. V skladu z njegovim slogom je bil Jacobus šolan v Benetkah in močno pod vplivom bizantinske umetnosti zgodnjega do sredine 13. stoletja. Ker je v napisu imenovan tudi cesar Frederik II., mora biti napis in zaključek prve faze mozaikov v gibelinski fazi firenške vladavine med letoma 1238 in 1250. 
Poslednja sodba, ki jo je ustvaril Jacobus in njegova delavnica, je bila največja in najpomembnejša duhovna podoba, ki je nastala v krstilnici. Prikazuje velikanskega Kristusa v pasijonu in angele z instrumenti na obeh straneh (prej pripisani slikarju Coppu di Marcovaldo), priznanje rešenih, ki zapuščajo grob z veseljem (na desni strani Kristusa) in kazen prekletih (na Kristusovi levi). Ta zadnji del je še posebej znan: hudodelci gorijo v ognju, praženi s kamni, grizejo jih kače, grizejo in žvečijo jih odvratne pošasti.
Drugi prizori na spodnjih conah petih vzhodnih odsekov kupole prikazujejo različne zgodbe v horizontalnih nivojih mozaika: (z začetkom na vrhu) zgodbe iz Knjige Geneze, Jožefova zgodba, zgodbe o Mariji in Kristusu in končno na nižjem nivoju: zgodbe o sv. Janezu Krstniku, svetniku cerkve. Skupaj šestdeset slik je nastalo v zadnjem desetletju 13. stoletja. Ključna umetnika, ki sta bila zaposlena, sta bila Corso di Buono in Cimabue. To je najpomembnejši narativni cikel florentine umetnosti pred Giottom. 
V bobnu pod kupolo so prikazane številne glave prerokov. Nekatere kapele v galeriji so tudi opremljene z mozaikom. Te dele so izvedli okoli 1330 mojstri iz Siene.